# Serampore

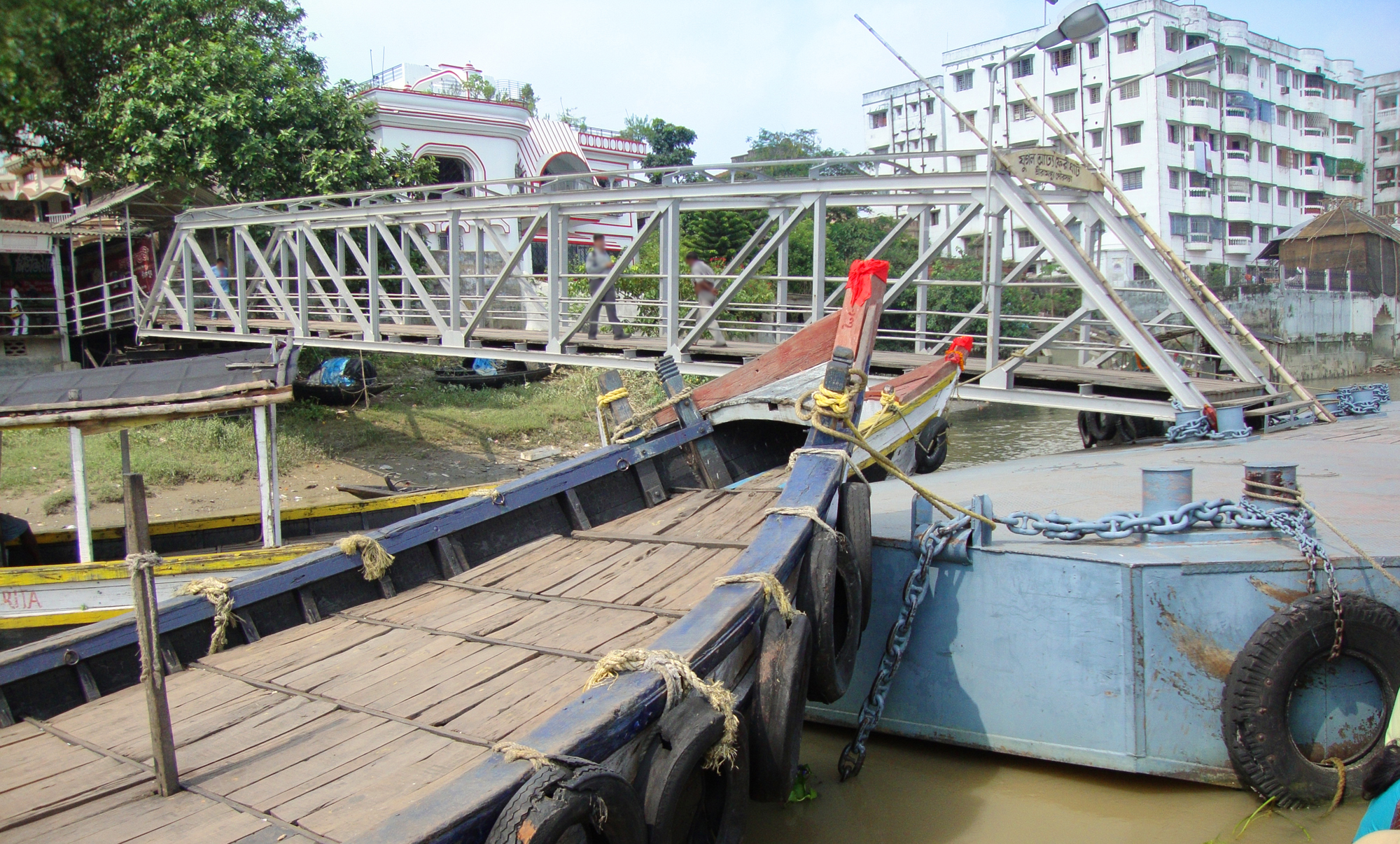
Serampore ferry wharf

Serampore, Serampur o Srirampur o Serampor és una ciutat i municipalitat de Bengala Occidental, dins la Kolkata Metropolitan Development Authority a la riba dreta del riu Hugli (Índia). Fou una colònia danesa amb el nom de Frederiksnagar del 1755 al 1845, sota els quals el poble es va urbanitzar. Des de 1854 va començar una fase d'industrialització sota domini britànic. Consta al cens del 2001 amb una població de 197.955 habitants.

## Llocs interessants
- Pagoda de Henry Martin
- Temple de Radhaballabhjeu a Ballabhpur (segle xviii)
- Temple Ram-Sita a Sripur
- Temple de Gauranga a Chatra (segle xvi)
- Temple de Jagannath a Mahesh, de 1755
- Temple de Ram Sita construït el 1753 pel zamindar de Sheoraphuli, Raja Manohar Roy
- Court House, antiga seu del governador danès.
- Col·legi de la missió
- Església anglesa (abans danesa) de 1805
- Capella de la missió
- Capella catòlica
- Antic jutjat danès (després presó)

### Història
Al segle xviii van arribar danesos a la zona on ja havien operat i operaven mercaders europeus, anglesos, francesos, portuguesos i holandesos principalment. Els danesos van enviar a Soetman al nawab de Bengala amb la finalitat d'adquirir la pargana, per la que va haver de pagar 50.000 rupies a Alivardi Khan a més de regals personals (1755). Soetman va adquirir terres a Sripur al front del riu i després a Akna, on va construir la factoria i el port, dependent del govern de Tranquebar. Posteriorment els danesos es van estendre a Serampore, Akna i Pearapur per mitjà de renda anual al zamindar de Sheoraphuli que dominava extensos territoris des de l'establiment del govern mogol.
Vers el 1770 la colònia danesa va començar a prosperar; posteriorment es van promulgar les lleis daneses. Es va fundar el mercat després conegut com a Tin Bazar. La ciutat es va desenvolupar i va esdevenir elegant i pròspera i els mercaders rics allí establerts eren tant natius com danesos o altres europeus. Els primers fabricants foren Sobharan Basak i Anandaram Dhoba, dos empresaris tèxtils, i Nandalal Chakravarty fou el seu primer agent i posteriorment promogut a diwan. Un altre agent fou Patita Paban Roy, procedent de Katulpur a Bankura. Saphali Ram Dey, un famós mercader, també fou agent. Dos germans, Raghuram i Raghavram Goswami, vinguts del poble de Patuli en busca de fortuna, van arribar a ocupar càrrecs elevats i Raghuram va tenir una feina al comissariat del governador danès i Raghavram fou oficial de préstecs de la factoria. Tots aquests notables van guanyar fortunes i van formar una classe aristocràtica establerta a la part oest de la ciutat. El govern municipal fou encarregat a un comitè de la població amb Ole Bie com a governador.
A l'inici del segle xix van arribar quatre missioners anglesos, Joshua Marshman, Hannah Marshman, William Carey i William Ward que a més de la seva tasca de cristianització van fer reformes socials avançades pel seu temps en favor dels menys afavorits, establint escoles, i altres millores entre les quals la de senyoretes, i finalment el Col·legi de Serampore (1818) que va fer funcions d'universitat. La missió va fundar una impremta i també el primer diari (en anglès) anomenat "Un Amic de l'Índia" (A Friend of India) precursor de "L'home d'estat" (The Statesman). la impremta va produir entre 1801 i 1832 unes 212.000 còpies de llibres en 40 llengües.
La guerra a Europa va afectar el comerç de Serampore; el 1803 van arribar a Serampore 113 vaixells europeus; el 1815 només en va arribar un. En els anys següents els anglesos boicotejaven els establiments danesos fins que el govern danès els va haver de vendre i el governador Peter Hansen va fer entrega de Frederiksnagar als anglesos l'11 d'octubre de 1845. Els altres establiments transferits foren Tranquebar i la factoria de Balasore, per un milió dues-centes mil rupies.
Els britànics van restaurar el nom bengalí de Serampore o Serampur i el 1865 van establir la municipalitat en la que van quedar incloses Rishra i Konnagar. L'establiment del ferrocarril de Howrah a Burdwan el 1854, que va passar per Serampore, va iniciar la industrialització. Entre 1866 i 1915, es van obrir sis fàbriques noves (molins de jute) a Rishra, Serampore i Gondolpara. Colònies de treballadors es van establir a Mahesh, Akna i Tarapukur a la part del Ganges i a Oriyabasti, Gayaparabasti, Chhaprabasti i Telengiparabasti. La població va passar de 24.440 habitants a 44.451 entre 1872 i 1901 (35.952 el 1891). La xarxa d'aigua potable es va iniciar el 1914. El Town Hall (Ajuntament) es va construir el 1927 en memòria de Kishori Lal Goswami. l'electricitat es va iniciar el 1938. Després del 1947 va esdevenir una ciutat relativament satèl·lit de Calcuta.